# Región Costa (Michoacán)
La Región Costa o Sierra Costa es una de las diez regiones socioeconómicas en que se divide el estado de Michoacán, para la planeación de las acciones, promover el desarrollo y satisfacer las necesidades de la población. Se localiza en el suroccidente del estado.

## Municipios de la Región
La Región Costa está conformada por los siguientes municipios:
| Municipio                     | Población |
| Lázaro Cárdenas               | 196 003   |
| Aquila                        | 24 676    |
| Arteaga                       | 20 332    |
| Coalcomán de Vázquez Pallares | 19 633    |
| Coahuayana                    | 17 022    |
| Tumbiscatío                   | 5971      |
| Chinicuila                    | 4773      |
| Total                         | 288 410   |